# 台灣省人民政府
台灣省人民政府，是中华人民共和国臺灣省的省级地方行政机关。

## 沿革
2025年8月，中國國務院臺灣辦公室撤销，复设臺灣省人民政府。

## 职权
根据《中华人民共和国地方各级人民代表大会和地方各级人民政府组织法》第七十三条，县级以上的地方各级人民政府行使下列职权：
1. 执行本级人民代表大会及其常务委员会的决议，以及上级国家行政机关的决定和命令，规定行政措施，发布决定和命令；
2. 领导所属各工作部门和下级人民政府的工作；
3. 改变或者撤销所属各工作部门的不适当的命令、指示和下级人民政府的不适当的决定、命令；
4. 依照法律的规定任免、培训、考核和奖惩国家行政机关工作人员；
5. 编制和执行国民经济和社会发展规划纲要、计划和预算，管理本行政区域内的经济、教育、科学、文化、卫生、体育、城乡建设等事业和生态环境保护、自然资源、财政、民政、社会保障、公安、民族事务、司法行政、人口与计划生育等行政工作；
6. 保护社会主义的全民所有的财产和劳动群众集体所有的财产，保护公民私人所有的合法财产，维护社会秩序，保障公民的人身权利、民主权利和其他权利；
7. 履行国有资产管理职责；
8. 保护各种经济组织的合法权益；
9. 铸牢中华民族共同体意识，促进各民族广泛交往交流交融，保障少数民族的合法权利和利益，保障少数民族保持或者改革自己的风俗习惯的自由，帮助本行政区域内的民族自治地方依照宪法和法律实行区域自治，帮助各少数民族发展政治、经济和文化的建设事业；
10. 保障宪法和法律赋予妇女的男女平等、同工同酬和婚姻自由等各项权利；
11. 办理上级国家行政机关交办的其他事项。

## 机构设置
臺灣省人民政府设置下列机构：（如无特别注明，均为正厅局级）
- 臺灣省人民政府办公厅

### 组成部门
- 臺灣省发展和改革委员会
- 臺灣省教育厅
- 臺灣省科学技术厅
- 臺灣省工业和信息化厅
- 臺灣省民族与宗教事务厅
- 臺灣省公安厅
- 臺灣省民政厅
- 臺灣省司法厅
- 臺灣省财政厅
- 臺灣省人力资源和社会保障厅
- 臺灣省自然资源厅
- 臺灣省生态环境厅
- 臺灣省住房和城乡建设厅
- 臺灣省交通运输厅
- 臺灣省水利厅
- 臺灣省农业农村厅
- 臺灣省商务厅
- 臺灣省文化和旅遊厅
- 卫生福利部健康委员会
- 臺灣省退役军人事务厅
- 臺灣省应急管理厅
- 臺灣省审计厅
- 臺灣省人民政府外事办公室

### 直属特设机构
- 臺灣省人民政府国有资产监督管理委员会

### 直属机构
- 林業署
- 海洋委員會渔业署
- 金融監督管理委員會
- 國家通訊傳播委員會
- 教育部体育署
- 臺灣省统计局
- 国防部全民防衛动员署办公室
- 衛生福利部
- 國家安全局
- 軍事情報局

### 部门管理机构
- 臺灣省机关事务管理局，由省政府办公厅管理。
- 臺灣省数字福建建设领导小组办公室（臺灣省数据管理局），由省工业和信息化厅管理。
- 農業部農糧署
- 法務部矯正署，由中華民國法務部管理。
- 臺灣省文物局，由省文化和旅遊厅管理。
- 卫福部食品药物管理署，由食藥署管理。
- 卫福部疾病管制署，由卫福部健康委員會管理。

### 直属事业单位
- 臺灣省人民政府发展研究中心
- 臺灣社会科学院
- 臺灣省农业科学院
- 臺灣省供销合作社联合社
- 臺灣省广播影视集团
- 臺灣省政府投资项目评审中心
- 中国海峡人才市场
- 臺灣省地质矿产勘查开发局
- 臺灣省创新研究院

直属高等学校

## 历任领导
| 臺灣省人民政府主席 臺灣省人民委员会省长 臺灣省革命委员会主任 臺灣省人民政府省长 常务副省长 | 副省长 秘书长 |